# گلن سنتر
گلن سنتر (انگلیسی: Galen Center) یک سالن سرپوشیده ورزشی چندمنظوره در لس آنجلس، ایالات متحده آمریکا است.
این ورزشگاه که در سال ۲۰۰۶ تأسیس شده متعلق به دانشگاه کالیفرنیای جنوبی است و ورزش‌های بسکتبال و هاکی روی یخ در آن انجام می‌شود. گلن سنتر در المپیک تابستانی ۲۰۲۸ میزبان مسابقات بدمینتون و ژیمناستیک خواهد بود.

## نگارخانه

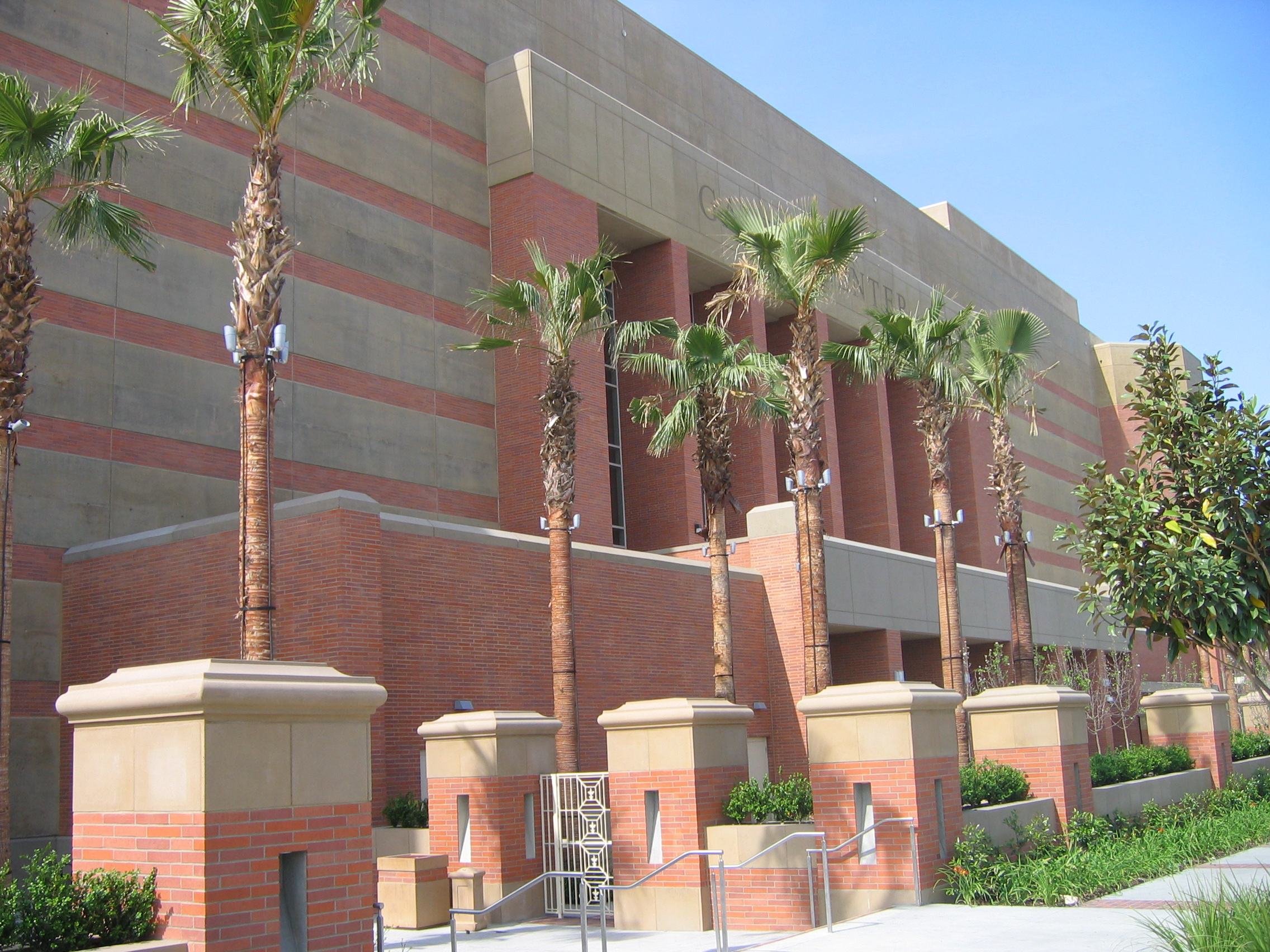
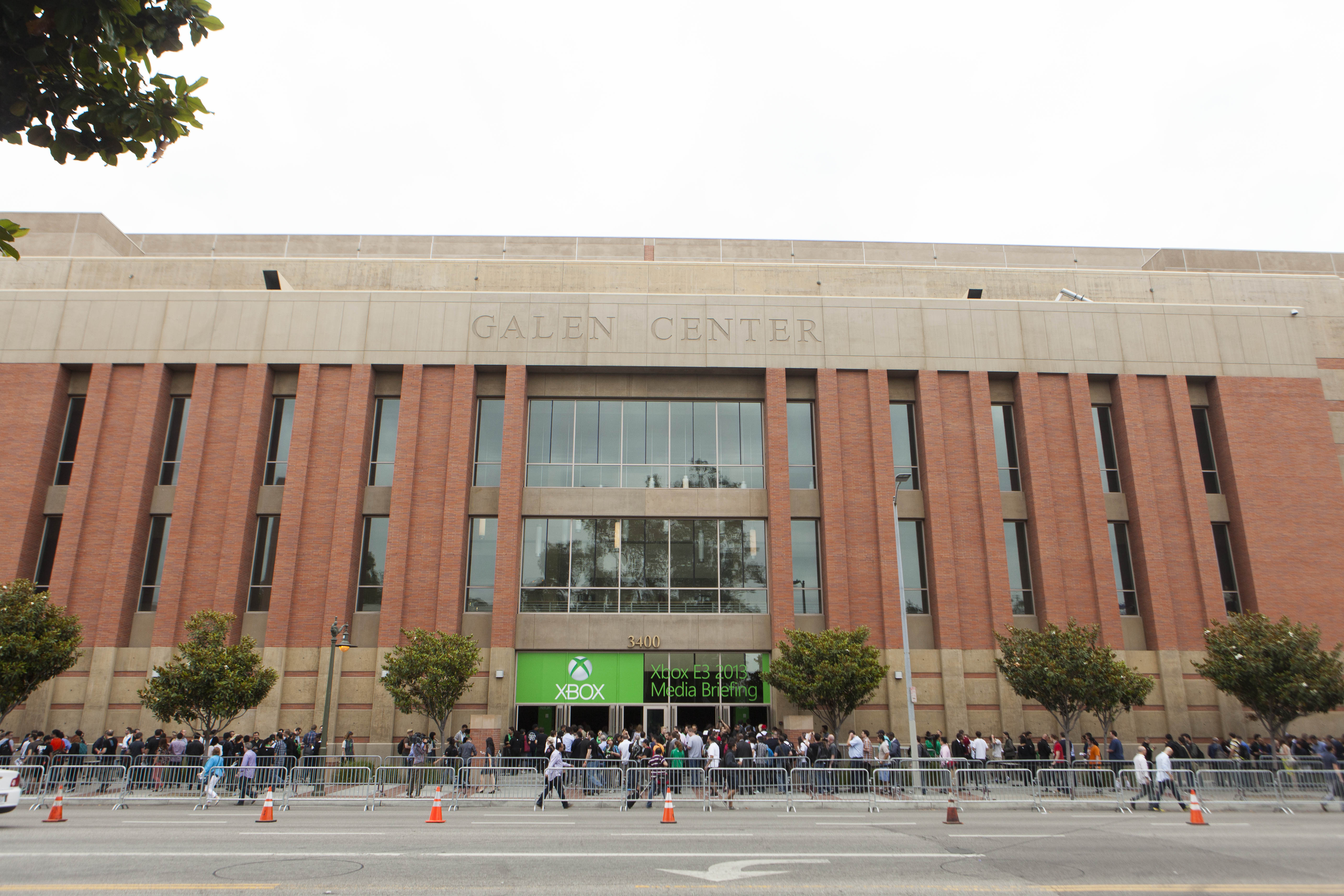
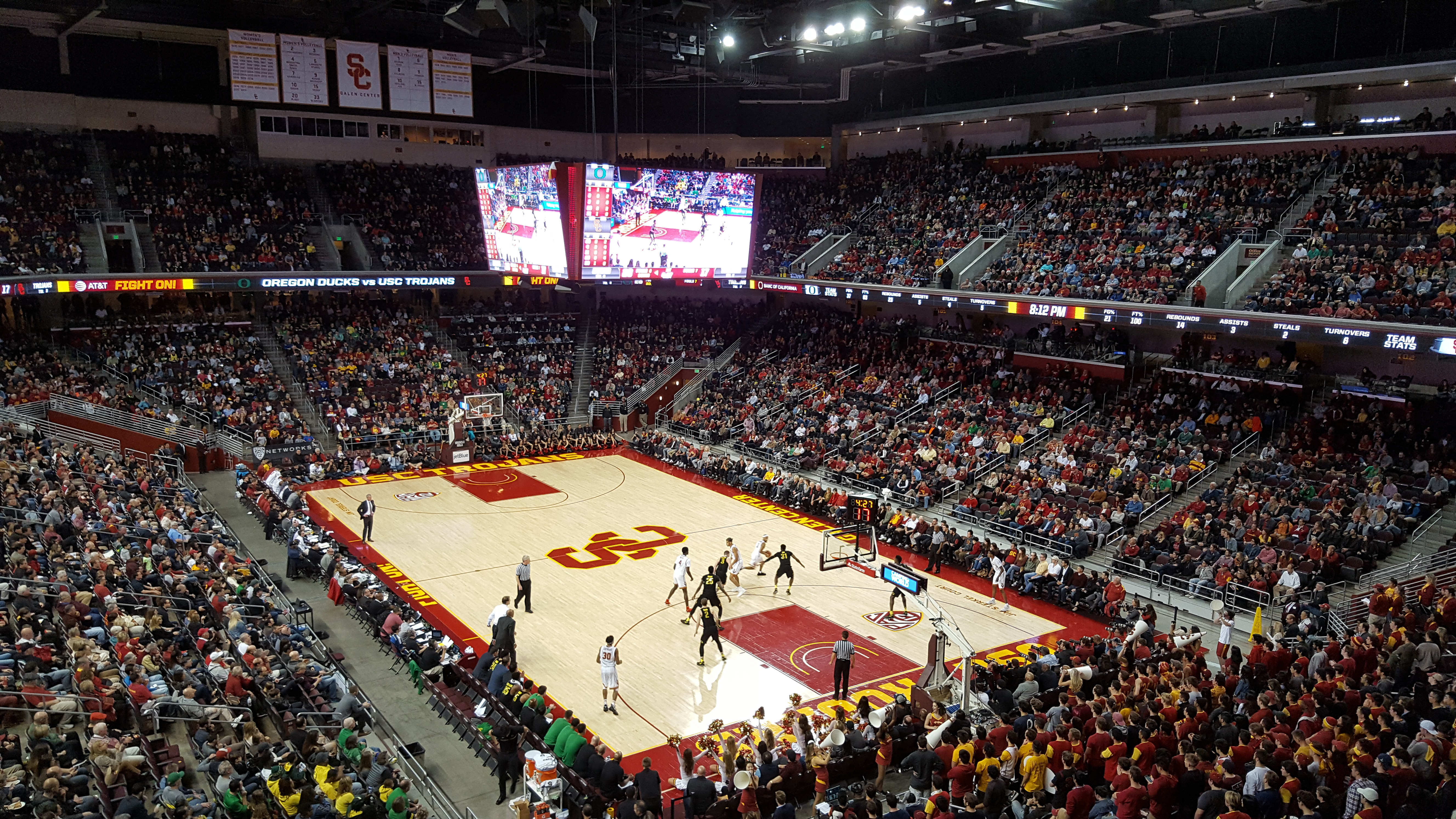
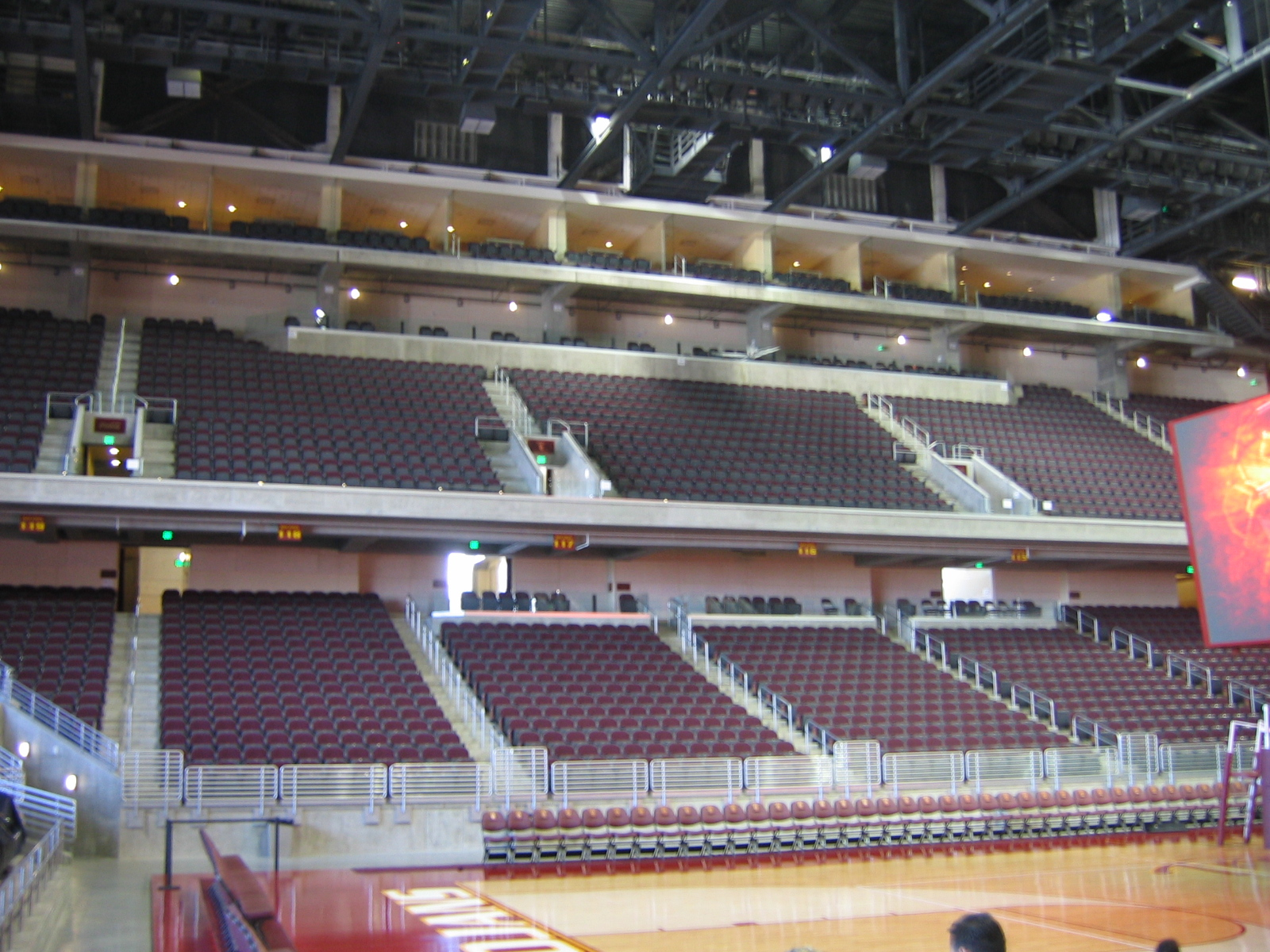

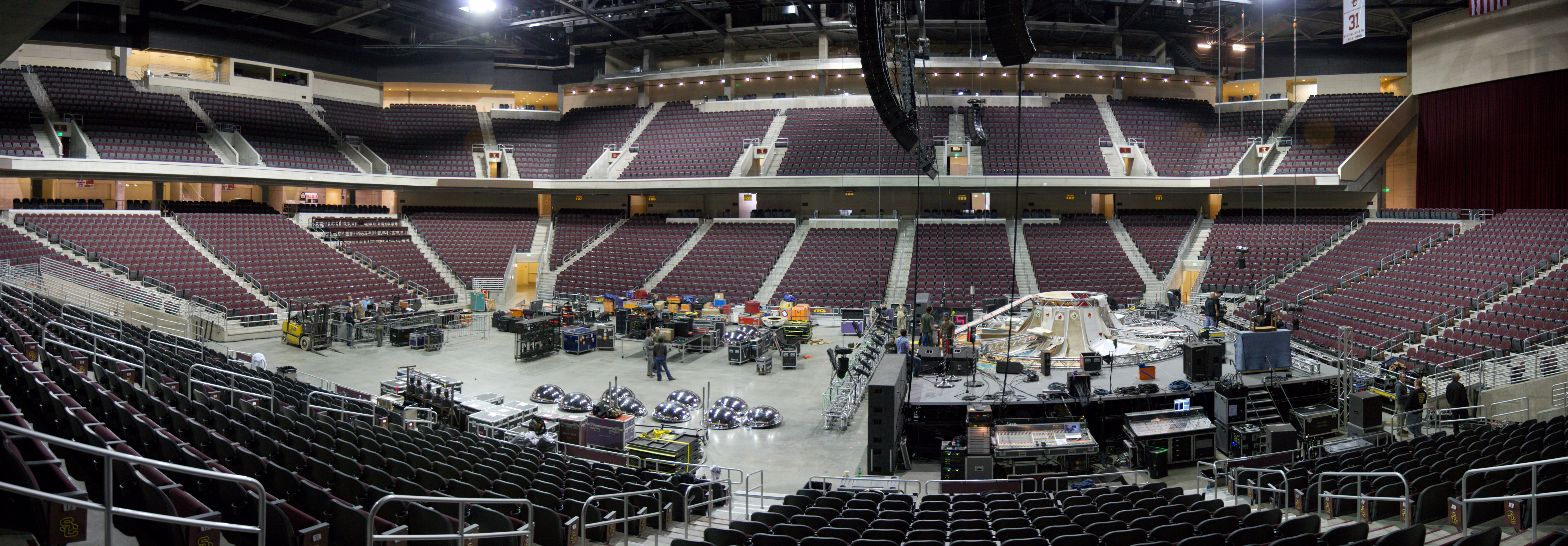
نمای کلی سالن در حال آماده‌سازی کنسرت